# Китцбергерова, Ленка
Ле́нка Китцбе́ргерова (чеш. Lenka Kitzbergerová, урожд. Ле́нка Дание́лисова, чеш. Lenka Danielisová; род. 2 августа 1981) — чешская кёрлингистка.
Играет в основном на позиции третьего.
Начала заниматься кёрлингом в 1997 в возрасте 16 лет.

## Достижения
- Чемпионат Чехии по кёрлингу среди женщин: золото (2004, 2009), серебро (2003, 2017, 2019), бронза (2012, 2013, 2014, 2016, 2018).
- Чемпионат Чехии по кёрлингу среди смешанных команд: золото (2009).
- Чемпионат Чехии по кёрлингу среди юниоров: золото (2000, 2001), серебро (1998), бронза (1999).

## Команды
| Сезон                                          | Четвёртый           | Третий               | Второй               | Первый               | Запасной                                         | Турниры                              |
| ---------------------------------------------- | ------------------- | -------------------- | -------------------- | -------------------- | ------------------------------------------------ | ------------------------------------ |
| 1997—98                                        | Ленка Даниелисова   | Jana Jelínková       | Jana Majerová        | Ivana Lužaičová      |                                                  | ЧЧЮ 1998                             |
| 1998—99                                        | Ленка Даниелисова   | Jana Jelínková       | Jana Majerová        | Ivana Lužaičová      | Jana Stárková                                    | ЧЧЮ 1999                             |
| 1999—00                                        | Ленка Даниелисова   | Jana Jelínková       | Ivana Lužaičová      | Jana Majerová        | Lucie Pokorná, Ленка Кучерова                    | ЧЧЮ 2000                             |
| 2000—01                                        | Ленка Даниелисова   | Гана Синачкова       | Ленка Кучерова       | Jana Jelínková       | Katerina Samueliova тренер: Бьорн Шрёдер         | ЧМЮ-Б 2001 (4 место)                 |
| 2000—01                                        | Ленка Даниелисова   | Jana Jelínková       | Гана Синачкова       | Яна Шиммерова        | Ленка Кучерова                                   | ЧЧЮ 2001                             |
| 2001—02                                        | Pavla Rubášová      | Lenka Sáfránková     | Гана Синачкова       | Vera Netusilova      | Ленка Даниелисова тренер: Карел Кубешка          | ЧЕ 2001 (9 место)                    |
| 2001—02                                        | Гана Синачкова      | Ленка Даниелисова    | Ленка Кучерова       | Jana Jelínková       | Яна Шиммерова                                    | ЧМЮ-Б 2002 (4 место)                 |
| 2001—02                                        | Ленка Даниелисова   | Каролина Пиларова    | Jana Bělohlávková    | Яна Шиммерова        | Ленка Кучерова                                   | ЧЧЮ 2002 (4 место)                   |
| 2002—03                                        | Pavla Rubášová      | Гана Синачкова       | Lenka Sáfránková     | Eva Petráková        | Ленка Даниелисова                                | ЧЕ 2002 (8 место)                    |
| 2002—03                                        | Гана Синачкова      | Ленка Китцбергерова  | Каролина Пиларова    | Jana Jelínková       | Ленка Кучерова                                   | ЧЧЖ 2003                             |
| 2003—04                                        | Pavla Rubášová      | Гана Синачкова       | Lenka Sáfránková     | Vera Netusilova      | Ленка Даниелисова тренер: Карел Кубешка          | ЧЕ 2003 (9 место)                    |
| 2003—04                                        | Гана Синачкова      | Ленка Китцбергерова  | Ленка Кучерова       | Jana Jelínková       | Каролина Пиларова                                | ЧЧЖ 2004                             |
| 2004—05                                        | Гана Синачкова      | Ленка Даниелисова    | Ленка Кучерова       | Jana Jelínková       | Каролина Пиларова тренер: Vít Nekovařík          | ЧЕ 2004 (10 место)                   |
| 2005—06                                        | Гана Синачкова      | Ленка Даниелисова    | Ленка Кучерова       | Каролина Пиларова    | Камила Мошова                                    | ЧЕ 2005 (12 место)                   |
| 2006—07                                        | Гана Синачкова      | Ленка Даниелисова    | Ленка Кучерова       | Каролина Пиларова    | Михала Соуградова тренер: Суне Фредериксен       | ЧЕ 2006 (8 место) ЧМ 2007 (11 место) |
| 2008—09                                        | Гана Синачкова      | Ленка Китцбергерова  | Pavla Rubášová       | Ленка Кучерова       | Каролина Пиларова                                | ЧЧЖ 2009                             |
| 2009—10                                        | Гана Синачкова      | Ленка Китцбергерова  | Pavla Rubášová       | Каролина Пиларова    | Ленка Кучерова тренер: Ben Wiegers               | ЧЕ 2009 (14 место)                   |
| 2009—10                                        | Гана Синачкова      | Ленка Китцбергерова  | Pavla Rubášová       | Ленка Кучерова       | Каролина Пиларова                                | ЧЧЖ 2010 (4 место)                   |
| 2010—11                                        | Ленка Китцбергерова | Каролина Фредериксен | Vendula Blažková     | Michaela Nádherová   | тренер: Гана Синачкова                           | ЧЧЖ 2011 (5 место)                   |
| 2011—12                                        | Гана Синачкова      | Ленка Китцбергерова  | Каролина Фредериксен | Michaela Nádherová   |                                                  | ЧЧЖ 2012                             |
| 2012—13                                        | Гана Синачкова      | Ленка Китцбергерова  | Michaela Nádherová   | Каролина Фредериксен | Eliška Srnská тренер: Суне Фредериксен           | ЧЧЖ 2013                             |
| 2013—14                                        | Гана Синачкова      | Ленка Китцбергерова  | Michaela Nádherová   | Каролина Фредериксен | Eliška Srnská тренер: Суне Фредериксен           | ЧЧЖ 2014                             |
| 2014—15                                        | Мартина Стрнадова   | Ленка Китцбергерова  | Каролина Фредериксен | Eliska Srnska        |                                                  |                                      |
| 2014—15                                        | Мартина Стрнадова   | Ленка Китцбергерова  | Michaela Nádherová   | Каролина Фредериксен | Eliška Srnská тренер: Суне Фредериксен           | ЧЧЖ 2015 (5 место)                   |
| 2015—16                                        | Мартина Стрнадова   | Ленка Китцбергерова  | Michaela Nádherová   | Каролина Фредериксен | Гана Синачкова, Eliška Srnská тренер: Якуб Бареш | ЧЧЖ 2016                             |
| 2016—17                                        | Michaela Nádherová  | Мартина Стрнадова    | Eliška Srnská        | Каролина Фредериксен | Ленка Китцбергерова тренер: Якуб Бареш           | ЧЧЖ 2017                             |
| 2017—18                                        | Michaela Nádherová  | Ленка Китцбергерова  | Гана Синачкова       | Мартина Стрнадова    | Eliška Srnská тренер: Каролина Фредериксен       | ЧЧЖ 2018                             |
| Кёрлинг среди смешанных команд (mixed curling) |                     |                      |                      |                      |                                                  |                                      |
| 1999—00                                        | Petr Štěpánek       | Ленка Даниелисова    | Aleš Prchlík         | Jana Stárková        | Ленка Кучерова                                   | ЧЧСК 2000 (12 место)                 |
| 2006—07                                        | Мартин Снитил       | Ленка Китцбергерова  | Иржи Снитил          | Гана Синачкова       |                                                  | ЧЧСК 2007 (6 место)                  |
| 2008—09                                        | Якуб Бареш          | Ленка Китцбергерова  | Индржих Китцбергер   | Michaela Nádherová   |                                                  | ЧЧСК 2009                            |
| 2009—10                                        | Якуб Бареш          | Ленка Китцбергерова  | Индржих Китцбергер   | Michaela Nádherová   | Иржи Снитил Ленка Кучерова                       | ЧЕСК 2009 (4 место)                  |
| 2009—10                                        | Якуб Бареш          | Ленка Китцбергерова  | Индржих Китцбергер   | Michaela Nádherová   |                                                  | ЧЧСК 2010 (14 место)                 |
| 2012—13                                        | Якуб Бареш          | Ленка Китцбергерова  | Martin Štěpánek      | Michaela Nádherová   | Каролина Фредериксен                             | ЧЧСК 2013                            |
| 2013—14                                        | Милош Гоферка       | Ленка Китцбергерова  | Martin Štěpánek      | Michaela Nádherová   | тренер: Каролина Фредериксен                     | ЧЕСК 2013 (11 место)                 |
| 2013—14                                        | Якуб Бареш          | Ленка Китцбергерова  | Индржих Китцбергер   | Michaela Nádherová   |                                                  | ЧЧСК 2014                            |
| 2014—15                                        | Якуб Бареш          | Ленка Китцбергерова  | Michal Zdenka        | Michaela Nádherová   | тренер: Суне Фредериксен                         | ЧЕСК 2014 (11 место)                 |
| 2015—16                                        | Якуб Бареш          | Ленка Китцбергерова  | Индржих Китцбергер   | Michaela Nádherová   | Иржи Снитил                                      | ЧЧСК 2016                            |
| 2016—17                                        | Якуб Бареш          | Ленка Китцбергерова  | Индржих Китцбергер   | Michaela Nádherová   |                                                  | ЧМСК 2016 (9 место)                  |
| 2016—17                                        | Якуб Бареш          | Ленка Китцбергерова  | Индржих Китцбергер   | Michaela Nádherová   | тренер: Йиржи Цандра                             | ЧЧСК 2017                            |

(скипы выделены полужирным шрифтом)